# Balša Sekulić
Balša Sekulić (sinh ngày 10 tháng 6 năm 1998) là một cầu thủ bóng đá chuyên nghiệp người Montenegro hiện đang thi đấu ở vị trí tiền đạo cho câu lạc bộ Budućnost Podgorica.

## Sự nghiệp thi đấu

### Gangwon
Ngày 18 tháng 6 năm 2022, Sekulić gia nhập câu lạc bộ Gangwon FC tại K League 1.